# والپوتس
والپوتس تنها تاسیسات دفع ضایعات هسته‌ای آفریقای جنوبی است که توسط شرکت انرژی هسته‌ای آفریقای جنوبی اداره می شود. این مرکز در ۱۰۰ کیلومتری جنوب شرق اسپرینگبوک در کیپ شمالی واقع شده است. وسعت آن حدود ۱۰۰۰۰ هکتار و طول آن از شرق به غرب ۵/۱۶ کیلومتر و از شمال به جنوب در باریکترین نقطه ۵/۶ کیلومتر آن است.
حدود ۱۰۰۰ هکتار آن به سایت‌های دفع ضایعات سطح پایین و سطح متوسط، تاسیسات ذخیره‌سازی موقت سوخت هسته‌ای مصرف شده، مسکن، جاده‌ها، خطوط برق و یک فرودگاه اختصاص یافته است. والپوتس بین ناماکوالند در غرب و بوشمنلند در شرق قرار گرفته است.
در ۱۹۷۸ یک برنامه انتخاب سایت مناسب برای دفع زباله‌های هسته‌ای در بخش‌های بزرگی از آفریقای جنوبی آغاز شد. مدیر برنامه ملزم به درنظرگیری انواع پارامترهای اجتماعی، اقتصادی و زمین‌شناسی بود. تحقیقات نخستین نشان دادند که کیپ شمالی منطقه مناسبی است. مطالعات تکمیلی نشان داد که یک مکان در حدود ۱۰۰ کیلومتری جنوب شرقی اسپرینگبوک برای دفع زباله‌های سطح پایین تا متوسط مناسب است. در سال ۱۹۸۳ دولت به نمایندگی از شرکت انرژی هسته‌ای آفریقای جنوبی سه مزرعه را خرید که امروزه تاسیسات دفع ضایعات هسته‌ای والپوتس را تشکیل می‌دهند. اولین ضایعات سطح پایین سطح و متوسط در اکتبر ۱۹۸۶ از نیروگاه هسته‌ای کوبرگ به آن وارد شدند.
در ابتدا، سیلوهای والپوتس برای ذخیره‌سازی سوخت مصرف شده خشک از کوبرگ ساخته شده بودند. اما سوخت مصرف شده کوبرگ در استخرهای رآکتور همان سایت ذخیره می‌شوند. به منظور تسهیل در ذخیره‌سازی مادامالعمر سوخت مصرف شده، این استخرها دوباره تصفیه می‌شوند. زباله‌های سطح پایین و متوسط در ترانشه‌های عمیق ۱۰ متری که با خاک فشرده پر شده‌اند دفن شده و روی آنها با کاشت گیاهان بومی بازسازی می‌شود. در ژوئن ۱۹۹۷ مشخص شد که برخی از محفظه‌های پوشیده نشده زنگ زده و مواد پرتوزا از آنها نشت می‌کنند. سازمان ملی تنظیم مقررات هسته‌ای تا زمان عملکرد پیمانکار به شرایط کاری درج شده در پروانه فعالیت، به طور موقت عملیات را به حالت تعلیق در آورد. سازمان ملی تنظیم مقررات هسته‌ای از سال ۲۰۰۳ با مردم محلی آن منطقه در ارتباط است.